# Бородин, Алексей Владимирович
Алексе́й Влади́мирович Бороди́н (род. 6 июня 1941, Циндао, Китай) — советский и российский театральный режиссёр, театральный педагог, профессор. Художественный руководитель Российского академического молодёжного театра. Народный артист РСФСР (1987). Лауреат Государственной премии РСФСР имени К. С. Станиславского (1985) и Премии Президента Российской Федерации (2016). Лауреат театральной премии «Хрустальная Турандот» «За честь, достоинство и служение театру» (2025). 

## Биография
Алексей Бородин родился 6 июня 1941 года в городе Циндао в семье русских эмигрантов первой волны. В 1947 году семья вернулась в Советский Союз.
В 1968 году окончил ГИТИС, курс Ю. А. Завадского и И. С. Анисимовой-Вульф.
С 1973 по 1980 год являлся главным режиссёром Кировского ТЮЗа. С 1980 года является главным режиссёром, а с 1989 года — художественным руководителем Центрального детского театра, ныне — Российского академического молодёжного театра (РАМТ).
С 1971 года преподаёт в Российской академии театрального искусства. Среди его учеников Е. Н. Редько, В. О. Чуприков, Т. Э. Весёлкина, Ч. Н. Хаматова, М. С. Полицеймако, А. Н. Васильев, Е. А. Галибина, Т. В. Матюхова, Н. А. Рощин, Н. В. Уварова, И. Н. Волков, И. Я. Низина, Е. В. Шамова.

## Творчество

### Постановки в театре
- 1975 — «Письма к другу» А. А. Лиханова и И. С. Шура[1]
- 1975 — «Жизнь Галилея» Б. Брехта[1]
- 1978 — «Ревизор» Н. В. Гоголя[1]
- 1980 — «Три толстяка» Ю. К. Олеши
- 1981 — «Прости меня» В. П. Астафьева
- 1981 — «Антон и другие…» А. Н. Казанцева
- 1982 — «Поздний ребёнок» А. Г. Алексина
- 1983 — «Отверженные» В. Гюго (совместно с А. А. Некрасовой)
- 1984 — «Малыш» братьев Стругацких
- 1985 — «Алёша» В. Ежова и Г. Н. Чухрая
- 1985 — «Ловушка № 46, рост второй» Ю. П. Щекочихина
- 1986 — «Сон с продолжением» С. В. Михалкова
- 1987 — «Крестики-нолики» А. М. Червинского
- 1988 — «Баня» В. В. Маяковского
- 1989 — «Между небом и землей жаворонок вьётся» Ю. П. Щекочихина
- 1990 — «Дома» В. С. Розова
- 1992 — «Король Лир» Шекспира
- 1993 — «Наш городок» Т. Уайлдера
- 1993 — «Береника» Ж. Расина
- 1994 — «Большие надежды» Ч. Диккенса
- 1995 — «Одна ночь» Е. Л. Шварца
- 1999 — «Марсианские хроники» Р. Бредбери
- 2000 — «Дневники Анны Франк»
- 2001 — «Лоренцаччо» Де Мюссе
- 2002 — «Эраст Фандорин» Б. Акунина[4]
- 2004 — «Вишнёвый сад» А. П. Чехова[5]
- 2005 — «Инь и Ян. Белая версия», «Инь и Ян. Черная версия» Б. Акунина
- 2006 — «Золушка» Е. Л. Шварца
- 2007 — «Берег утопии. Путешествие», «Берег утопии. Кораблекрушение», «Берег утопии. Выброшенные на берег» T. Стоппарда[6][7]
- 2009 — «Портрет» Н. В. Гоголя[8]
- 2010 — «Алые паруса» по одноимённой повести А. С. Грина[9]
- 2010 — «Чехов-GALA» по одноактным пьесам А. П. Чехова[10][11]
- 2011 — «В пространстве сцены»[12]
- 2012 — «Участь Электры» Ю. О’Нила[13]
- 2014 — «Нюрнберг» Эбби Манн
- 2019 — «Проблема» Т. Стоппарда
- 2021 — «Горе от ума» А. С. Грибоедова
- 2022 — «Душа моя Павел» А. Н. Варламова
- 2023 — «Леопольдштадт» Т. Стоппарда[14]

## Награды

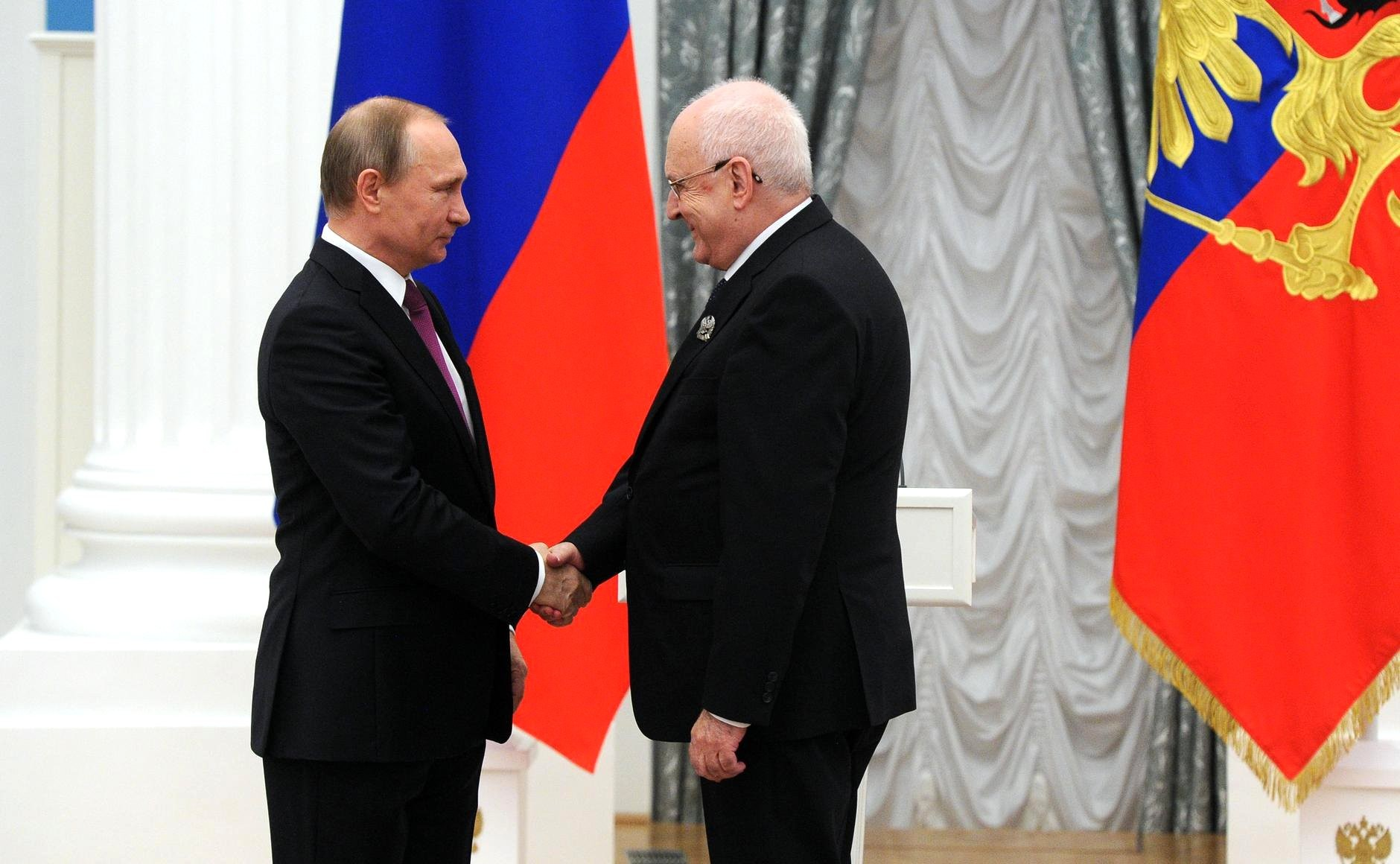
Вручение Премии Президента в области литературы и искусства за произведения для детей и юношества 2015 года

- 1979 — Заслуженный деятель искусств РСФСР (12 июня 1979 года) — за заслуги в области советского театрального искусства[15].
- 1985 — Государственная премия РСФСР имени К. С. Станиславского — за постановку спектакля «Отверженные» В. Гюго на сцене ГЦДТ.
- 1987 — Народный артист РСФСР (10 декабря 1987 года) — за заслуги в развитии советского театрального искусства[16].
- 1994 — Премия города Москвы.
- 1997 — Орден Дружбы (25 августа 1997 года) — за заслуги перед государством, большой вклад в укрепление дружбы и сотрудничества между народами, многолетнюю плодотворную деятельность в области культуры и искусства[17].
- 2001 — Премия города Москвы.
- 2002 — Орден Почёта (14 января 2002 года) — за многолетнюю плодотворную деятельность в области культуры и искусства, большой вклад в укрепление дружбы и сотрудничества между народами[18].
- 2005 — специальный приз «Радуга» имени З. Я. Корогодского «За строительство театра».
- 2005 — Международная премия К. С. Станиславского — за вклад в развитие театральной педагогики.
- 2005 — Театральная премия газеты «Московский Комсомолец» — за лучший спектакль сезона 2004—2005 — «Инь и Ян».
- 2007 — «Патриарх» «Чайка».
- 2008 — ЖЖивой театр — «Лучшая режиссура — мэтры» за спектакль «Берег утопии».
- Арлекин — премия «За великое служение театру для детей».
- 2010 — премия Правительства Москвы за спектакль «Берег Утопии»[19].
- 2010 — памятная медаль «Патриот России» и почётный знак «За активную работу по патриотическому воспитанию граждан Российской Федерации».
- 2010 — лауреат премии «Звезда Театрала» в номинации «Музыка сфер» (2010).
- 2011 — Орден «За заслуги перед Отечеством» IV степени (22 ноября 2011 года) — за большой вклад в развитие отечественного театрального искусства и многолетнюю творческую деятельность[20].
- 2011 — Премия Правительства Российской Федерации в области культуры — за спектакль «Берег утопии» по пьесе Тома Стоппарда[21].
- 2016 — Премия Президента Российской Федерации в области литературы и искусства за произведения для детей и юношества (23 марта 2016 года) — за вклад в развитие отечественного театрального искусства[22].
- 2017 — Орден «За заслуги перед Отечеством» III степени (20 марта 2017 года) — за большой вклад в развитие отечественной культуры, активную общественную деятельность, направленную на повышение уровня нравственности и толерантности в обществе, многолетнюю плодотворную деятельность[23].
- 2019 — Премия «Легенда театра для детей и юношества» II международного Большого детского фестиваля[24].
- 2021 — Премия «Звезда театрала» в номинации «Легенда сцены» [25].
- 2021 — Специальная премия «Золотая маска» «За выдающийся вклад в развитие театрального искусства»[26].
- 2021 — Орден «За заслуги перед Отечеством» II степени (2 июля 2021 года) — за большой вклад в развитие отечественной культуры и искусства, многолетнюю плодотворную деятельность[27].
- 2022 — лауреат Первой театральной премии «Хрустальная Турандот» в номинации «За честь, достоинство и служение зрителю»[28].
- 2024 — лауреат Премии имени Анатолия Лысенко в номинации «За личный вклад»[29][30][31]
- 2025 — лауреат театральной премии «Хрустальная Турандот» «За честь, достоинство и служение театру»[32].

## Семья
Сын — Владимир Бородин (род. 1978), российский журналист, медиаменеджер и преподаватель, бывший главный редактор газет «Известия» (2004—2005) и «Труд» (2007—2010).